# Comuna de Ożarów Mazowiecki
Ożarów Mazowiecki (polaco: Gmina Ożarów Mazowiecki) é uma gminy (comuna) na Polónia, na voivodia de Mazóvia e no condado de Warszawski zachodni. A sede do condado é a cidade de Ożarów Mazowiecki.
De acordo com os censos de 2004, a comuna tem 20 753 habitantes, com uma densidade 290,9 hab/km².

## Área
Estende-se por uma área de 71,34 km², incluindo:
- área agrícola: 84%
- área florestal: 1%

## Demografia
Dados de 30 de Junho 2004:
|                      | Total   | Total | Mulheres | Mulheres | Homens  | Homens |
| -------------------- | ------- | ----- | -------- | -------- | ------- | ------ |
|                      | pessoas | %     | pessoas  | %        | pessoas | %      |
| População            | 20 753  | 100   | 10 747   | 51,8     | 10 006  | 48,2   |
| Densidade (pop./km²) | 290,9   | 100   | 150,6    | 150,6    | 140,3   | 140,3  |

De acordo com dados de 2002, o rendimento médio per capita ascendia a 1777,43 zł.

## Comunas vizinhas
- Błonie, Brwinów, Leszno, Piastów, Stare Babice, m.st. Warszawa